# Michael Glatze
Michael Glatze (né en 1975) est le cofondateur de la revue Young Gay America (en), un ancien défenseur des droits homosexuels devenu pasteur chrétien non confessionnel. Il a été médiatisé pour avoir annoncé publiquement qu'il ne s'identifie plus comme homosexuel, et pour s'être marié en 2013 avec sa femme Rebekah.
Sa vie a donné lieu au film biographique I Am Michael.

## Biographie
Michael Glatze est né en 1975 à Tacoma dans l'état de Washington. Sa mère était une chrétienne non-confessionnelle et son père était agnostique. Son père meurt d'un problème cardiaque alors que Michael a 13 ans, et sa mère décède six ans plus tard. Michael obtient un bachelor's degree, l'équivalent de la licence, au Dartmouth College avec une spécialité en Littérature anglaise et en Écriture créative, et une matière secondaire en Musique.
Alors qu'il travaille au magazine gay XY à San Francisco, Michael Glatze rencontre Benjie Nycum. À eux deux, ils écrivent le livre XY Survival Guide, en 2000. En 2004, ils fondent leur propre magazine, Young Gay America (en) à Halifax[réf. nécessaire].
En 2005, Time Magazine cite les propos de Michael Glatze : "Je ne crois pas que le mouvement gay comprenne l'ampleur selon laquelle la prochaine génération veut juste être des gamins normaux. Les gens qui le comprennent sont la droite chrétienne"
Glatze a commencé à étudier la Bible après des inquiétudes de santé dues à des palpitations cardiaques. Inquiet d'être atteint des mêmes problèmes cardiaques qui causèrent la mort de son père, il recherche une aide médicale. Il rejoint l'Église de Jésus-Christ des saints des derniers jours début 2007, mais en part peu de temps après.
En 2007, il a écrit un article concernant son départ de l’homosexualité qui a été publié par le WorldNetDaily[réf. nécessaire].
En 2011, il a commencé des études dans un collège biblique du Wyoming où il a rencontré Rebekah. Il se marie avec elle en 2013.

### Ministère
Après avoir obtenu son diplôme, il est devenu pasteur d'une église presbytérienne à Yoder (Wyoming). En juin 2014, Glatze a décidé de mette fin à son affiliation avec l’Église presbytérienne (USA), en raison de la décision de l’Église d'accepter la bénédiction de mariages de personnes de même sexe, et est devenu chrétien non confessionnel .